# Procédure collective
 (septembre 2008).
Si vous disposez d'ouvrages ou d'articles de référence ou si vous connaissez des sites web de qualité traitant du thème abordé ici, merci de compléter l'article en donnant les références utiles à sa vérifiabilité et en les liant à la section « Notes et références ».
En droit français, une procédure collective place sous contrôle judiciaire le fonctionnement d'une entreprise en difficulté. Elle rassemble tous les créanciers et les prive du droit d'agir individuellement. Son inopposabilité permet théoriquement de « protéger le gage commun des créanciers, et d'assurer le respect de la répartition des pouvoirs dans les procédures collectives ». Cette discipline appartient au droit des entreprises en difficulté et fait l'objet d'une abondante doctrine.

## Objectifs
L'objectif de la procédure est d'abord de permettre à l'entreprise de survivre (pour préserver l'emploi et d'éviter les faillites en cascade, celles des fournisseurs notamment), en procédant à un échelonnement voire à un effacement de tout ou partie de ses dettes. 
Lorsque la poursuite de l'activité n'est plus possible (on parle de situation irrémédiablement compromise), on procède à la liquidation de l'entreprise : cession de tous les actifs et remboursement des dettes, selon un ordre de préférence. 
Ainsi, tournées à l'origine exclusivement aux fins de désintéressement des créanciers, les procédures collectives ont, depuis les réformes de 1984 et 1985, aussi pour finalité la poursuite de la pérennité de l'entreprise, le maintien de l'emploi et l'apurement du passif, en particulier des salariés (créances de salaire). 
Dans le cas de la liquidation judiciaire, l'objectif est de mettre fin à l'activité et de réaliser l'actif pour payer les dettes. La réforme du 26 juillet 2005 a institué une procédure supplémentaire censée prévenir les problèmes de l'entreprise en amont de la cessation de paiements. La loi du 26 juillet 2005 a été en partie remaniée par l'ordonnance du 18 décembre 2008 et son décret d'application du 12 février 2009.

## Typologie
Il existe trois procédures collectives différentes, prévues au livre 6 du code de commerce :
1. La procédure de sauvegarde ;
2. Le redressement judiciaire ;
3. La liquidation judiciaire.